# Jan Henryk Cichosz

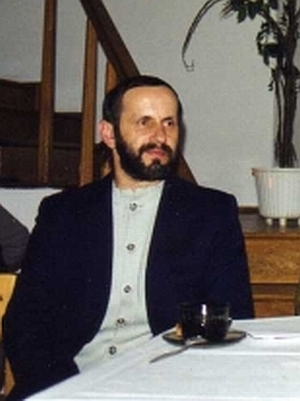
Jan Henryk Cichosz

Jan Henryk Cichosz (ur. 1 lipca 1949 w Wielobyczy) – poeta, publicysta, dziennikarz, regionalista, animator życia literackiego w Krasnymstawie, gdzie mieszka i tworzy. 
Zadebiutował w 1972 w „Zielonym Sztandarze”. Publikował m.in. w „Autografie”, „Akancie”, „Egerii”, „Kamenie”, „Kresach Literackich”, „Morzu i Ziemi”, „Nowym Wyrazie”, „Okolicach”, „Przekroju”, „Radarze”, „Słowie Powszechnym”, „Tygodniku Kulturalnym”, „Wiadomościach Kulturalnych”, „Więziach”, „Za i przeciw”, „Życiu Literackim”. Wydał dotychczas 10 tomików poetyckich, a jego wiersze znalazły się w 23 antologiach i almanachach. Prezentowało je także Polskie Radio w programie 1,2 i 3, Radio Kielce i Radio Lublin. Jest laureatem ponad 30 ogólnopolskich konkursów poetyckich.
Pomysłodawca powstania grupy literackiej „Słowo” oraz wielu inicjatyw literackich w Krasnymstawie. Należy do Lubelskiego Oddziału Związku Literatów Polskich.  

## Nagrody i odznaczenia
- Złote Karpie (Krasnystaw 2001)
- Srebrny Krzyż Zasługi (2003)
- dyplom Ministra Kultury (1981)
- dyplom Prezydenta Lublina i SPP w Lublinie „Niestrudzony dla literatury” (2007)
- odznaka „Zasłużony Działacz Kultury” (1987)
- odznaka „za zasługi dla województwa zamojskiego” (1989)
- brązowa odznaka Ministra Sprawiedliwości „za zasługi w penitencjarnej pracy oświatowo-kulturalnej” (2004)

## Publikacje
- Pielgrzymka (1983);
- Przez otwarte ogrody (1988);
- Wieczór autorski (1990);
- Malowanie czasu (1993);
- Krajobrazy pamięci (1995);
- Przestrzenie (1997);
- Czas fotografii (2000);
- Śmierć motyla (2002);
- Zegar słoneczny (2005);
- Co dzień (2007);
- In blanco (2010).

## Źródła, przypisy, linki
- Strona Lubelskiego Oddziału Związku Literatów Polskich. zlplublin.ovh.org. [zarchiwizowane z tego adresu (2009-03-27)].
- Blog Jana Henryka Cichosza. janhenrykcichosz.blog.onet.pl. [zarchiwizowane z tego adresu (2009-04-12)].